# Maksim Dmitrievič Šostakovič
Maksim Dmitrievič Šostakovič (in russo Макси́м Дми́триевич Шостако́вич?; Leningrado, 10 maggio 1938) è un direttore d'orchestra e pianista russo. È il secondo figlio del compositore russo Dmitrij Dmitrievič Šostakovič e Nina Varzar.

## Biografia
Si è formato nei Conservatori di Mosca e Leningrado, dove ha studiato con Igor Markevitch e Otto-Werner Mueller prima di diventare direttore principale della Union Radio and TV Symphony Orchestra. Mentre era direttore principale della Moscow Radio and Television Symphony Orchestra diresse la première della 15ª Sinfonia di suo padre. Dal 1971 al 1981 è stato direttore dell'attuale Cappella sinfonica accademica di Stato russa.
Il 12 aprile 1981 disertò in Germania Ovest, per poi stabilirsi negli Stati Uniti. Dopo aver diretto la New Orleans Symphony Orchestra e la Hong Kong Philharmonic Orchestra è tornato a San Pietroburgo. Nel 1992 ha realizzato un'acclamata registrazione del Concerto per violoncello di Mjaskovskij con Julian Lloyd Webber e la London Symphony Orchestra per la Philips Classics.
Maxim è il dedicatario e il primo esecutore del Concerto per pianoforte e orchestra n. 2 in fa maggiore (Op. 102) di suo padre.
Ha un figlio, Dmitrij Maksimovič Šostakovič (o Dmitrij Šostakovič Jr.), pianista.
Maksim Šostakovič ha registrato un ciclo di 15 sinfonie di suo padre con l'Orchestra Sinfonica di Praga per l'etichetta ceca Supraphon.